# Rudolf Sturm (Mathematiker)

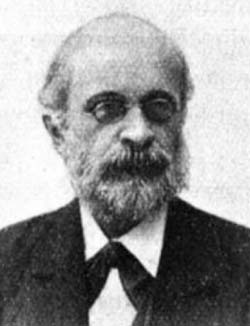
Rudolf Sturm

Friedrich Otto Rudolf Sturm (* 6. Januar 1841 in Breslau; † 12. April 1919 in Breslau) war ein Mathematiker.

## Leben
Rudolfs Vater war Kaufmann. Nach dem Besuch des Breslauer Maria-Magdalenen-Gymnasiums studierte Rudolf Sturm von Oktober 1859 bis 1863 Mathematik und Physik an der Universität in Breslau. Auf Anraten seines Professors (Heinrich Eduard Schroeter) beschäftigte er sich vor allem mit der Synthetischen Geometrie. 1863 promovierte er mit der Arbeit „De superficiebus tertii ordinis disquisitiones geometricae“. Er arbeitete weiter an dem Thema „Flächen“ und erhielt 1864 zusammen mit dem Italiener Luigi Cremona den Steiner-Preis der Berliner Akademie (benannt nach Jakob Steiner). Von 1863 bis 1872 arbeitete er als Gymnasiallehrer in Bromberg (poln. Bydgoszcz) in der damaligen preußischen Provinz Posen.

## Leistungen
Ab 1872 lehrte Sturm als ordentlicher Professor an der Universität in Darmstadt (Technische Universität Darmstadt) Beschreibende Geometrie und Darstellende Statik. Um seinen Studenten ein gutes Lehrbuch zur Verfügung stellen zu können, veröffentlichte er 1874 das Werk „Elemente der darstellenden Geometrie“. 1878 erhielt Sturm eine ordentliche Professur in Münster an der dortigen Universität. 1887 erschienen die Ergebnisse seiner Arbeit: „Synthetische Untersuchungen über Flächen dritter Ordnung“. 1890 gehörte Rudolf Sturm, zusammen mit Ludwig Kiepert, zu den Gründungsmitgliedern der Deutschen Mathematiker-Vereinigung (DMV). Im Jahre 1892 kehrte er an die Universität seiner Heimatstadt Breslau zurück und übernahm dort als ordentlicher Professor für 18 Jahre die Nachfolge von Heinrich Schroeter. Rudolf Sturm schrieb ausführlich über Geometrie und, anders als das oben genannte Lehrbuch und ein zweites mit dem Titel „Maxima und Minima in der elementaren Geometrie“ (1910), arbeitete er vor allem auf dem Gebiet der Synthetischen Geometrie. So verfasste er ein dreibändiges Werk mit dem Titel „Gebilde Ersten und Zweiten Grades der Liniengeometrie“ (1893–1896) und ein vierbändiges mit dem Titel „Lehre von den Geometrischen Verwandtschaften“ (1908/1909). Derart umfangreiche Arbeiten sind einmalig in dieser Disziplin. 1910 wurde Sturm emeritiert.

## Werke
- Synthetische Untersuchungen über Flächen Dritter Ordnung, Leipzig 1867
- Elemente der darstellenden Geometrie, Leipzig 1874
- Die Gebilde Ersten und Zweiten Grades der Liniengeometrie, Bd. 1–3, 1893–1896
- Die Lehre von den Geometrischen Verwandtschaften, Bd. 1, Leipzig 1908
- Die Lehre von den Geometrischen Verwandtschaften, Bd. 2, Leipzig 1908
- Die Lehre von den Geometrischen Verwandtschaften, Bd. 3, Leipzig 1909
- Die Lehre von den Geometrischen Verwandtschaften, Bd. 4, Leipzig 1909